# Trajekt Stolzenfels–Oberlahnstein
Das Trajekt Stolzenfels–Oberlahnstein war eine Eisenbahnfähre (Trajekt) über den Rhein zwischen Stolzenfels und Oberlahnstein, die von 1862 bis 1864 die linke und die rechte Rheinstrecke verband.

## Geschichte
Der Bau des Trajekts zwischen Stolzenfels und Oberlahnstein ist im Zusammenhang mit der Verlängerung der linksrheinischen Eisenbahnlinie von Koblenz nach Bingerbrück zu sehen. Der preußische König Friedrich Wilhelm IV. hatte wegen ihrer Nähe zu Frankreich lange Vorbehalte gegen den Bau der Eisenbahnstrecke. Nachdem sich nun der Bau der Nassauischen Rheinbahn von Rüdesheim nach Oberlahnstein durch das Herzogtum Nassau abzeichnete, lenkte der König ein. 1858 fuhr der erste Zug in Koblenz ein, 1859 wurde dann die linksrheinische Eisenbahnstrecke nach Bingerbrück verlängert. Auf der rechten Rheinseite erreichte die Strecke 1862 Oberlahnstein und 1864 Niederlahnstein. Auf preußischer Seite sahen die Planungen vor, in Koblenz eine Eisenbahnbrücke über den Rhein zu bauen, um die linksrheinische Strecke mit der bis zur Lahnmündung reichenden rechtsrheinischen Strecke zu verbinden. Somit war eine Verbindung von Koblenz bis nach Frankfurt möglich. Auch die Lahntalbahn war nun mit Koblenz verbunden.
Da man den Bau der Pfaffendorfer Brücke (1862–1864) in Koblenz nicht abwarten wollte, traf die Rheinische Eisenbahn-Gesellschaft mit der Nassauischen Staatsbahn eine Vereinbarung, als Zwischenlösung eine Eisenbahnfähre zwischen Stolzenfels und Oberlahnstein einzusetzen. Für Stolzenfels sprach, dass sich in der Nähe der Mündung des Königsbachs bereits eine Haltestelle mit einer einfachen Verladerampe für die Rheinschifffahrt befand.
Das Trajekt wurde von 1862 bis 1864 bis zur Fertigstellung der Pfaffendorfer Brücke betrieben. Am 3. Juni 1864 wurden die neue Brücke in Koblenz und die Eisenbahnbrücke über die Lahn zwischen Ober- und Niederlahnstein in Betrieb genommen. Mit dem Ende der Eisenbahnfähre wurde die Haltestelle in Stolzenfels aufgegeben. Gleisanlagen und Gebäude wurden bis 1865 abgebaut.